# S/PDIF

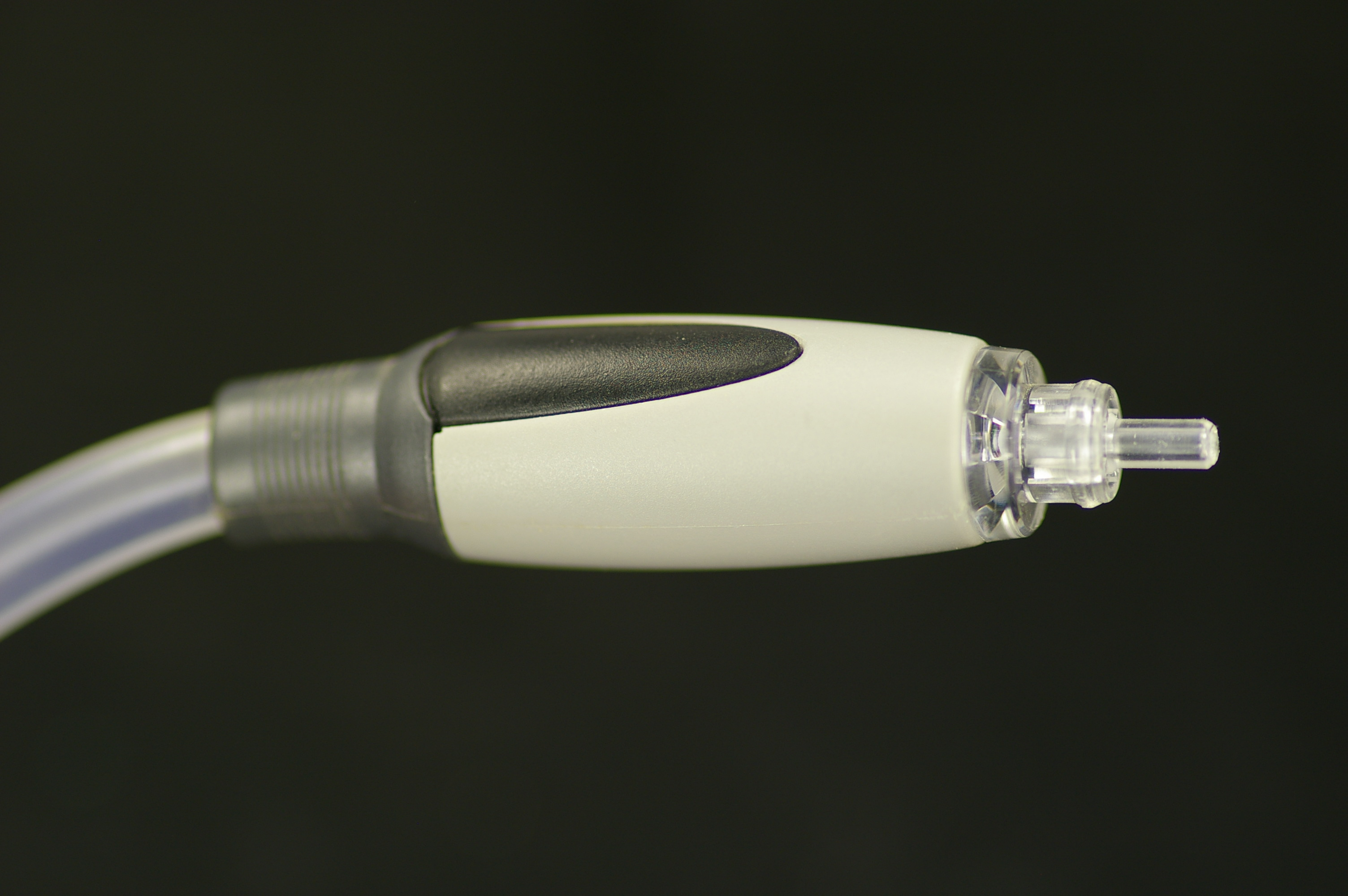
TOSLINKコネクタ（JIS F05）

S/PDIF（Sony Philips Digital InterFace、ソニー・フィリップス・デジタル・インターフェース、エスピーディーアイエフ）とは、映像・音響機器などで音声信号をデジタル転送するための規格である。データ転送の方式および接続端子の種類を規定している。名称のSとPの間にスラッシュを入れず単にSPDIFとも表記される。読み方としては、そのまま読むほかエスピーディフ、スピディフなどとも読まれる。デジタル端子とも呼ばれる。

## 概要
S/PDIF は、ソニーとフィリップスが共同で策定した。
デジタル音声を転送する規格として、従来から業務用のAES/EBU (IEC60958-4) がある。この端子を一般用に簡略化して利用しやすくしたものがS/PDIFである。データ転送方式はAES/EBUとほぼ同一となっている。
転送されるデータは、任意のデジタルデータ（Dolby Digital、DTS、AAC）もしくは、リニアPCMデータとコピー保護フラグやトラックIDなどの各種付加データなどで構成され、Dolby Digital等では1 - 6.1チャンネル、リニアPCMでは最大2チャンネルの音声を1本のケーブルで転送可能である。任意のデジタルデータに圧縮音声を流す規格として、IEC61937が規格化されている。しかし、最大6.1chまでの音声しか出力されないという問題があるため、DTS-HD、Dolby TrueHD、Dolby Atmos、DTS:Xなどの上位規格に対応せず、強制的にDolby DigitalかDTS、あるいはリニアPCMに変換されるという問題もある。
データは送り側から受け側へ常に一方通行で転送される。そのためデータ転送時にエラーが起きた場合、パリティによる誤り検知はされるが再送は行われない。
1990年代のDATからの音声出力に用いられた。オプティカル（光）だけでなく同軸での実装がされ、それぞれの変換も行われた。その後、DVDプレイヤー登場では、ドルビーデジタル・DTS音源出力、テレビのAAC音源のデジタル出力に使用された。HDMIが普及する2006年頃からは、HDMIのデジタル音声規格は、事実上、光デジタル音声転送の上位規格である。

## 端子の種類
端子は大きくわけて、光デジタル音声端子（オプティカル）・同軸デジタル音声端子（コアキシャル）が、IEC60958 (-3) およびEIAJ RC-5720Bで規格化されている。対応している音声規格はLPCM2ch、ドルビーデジタル、DTSデジタルサラウンド、AACのみ。転送媒体の違いはあるが、ケーブルを流れるデータは全く同じ形式のデジタルデータである。このため、両者間での変換装置も市販されている。
光デジタル音声端子
ケーブルに光ファイバーを使う。オプティカル（Optical : 光）とも呼ばれる。コネクタには独自のTOS-Link（トスリンク：東芝が開発し提唱した）と呼ばれる角型コネクタと、ヘッドフォン等で一般的なミニプラグと同じ外観の丸型コネクタ（別名「光ミニプラグ」 : シャープが開発した）がある。角型コネクタには差込型の防塵キャップが取り付けられているものもあり、ケーブル接続時に取り除く必要がある。通過する信号はどちらも同じであるため、コネクタが異なる場合は変換アダプター等で対応できる。
丸型コネクタも流れるのは光デジタル信号なので、ヘッドフォン等のミニジャックのアナログ信号との互換性はない。ただし、この端子の物理的な形状はミニジャックと互換性があるためアナログ系統と端子の共用化（排他使用）も可能である。角型コネクタはDVDデッキ・CDプレーヤー・MD・DAT等の据え置き、コンポ型のレコーダー、デスクトップ型PC、ゲーム機などに、また丸型コネクタはポータブルオーディオ機器、ノート型PC等に多く搭載されている。
なお、TOS-Link対応機の黎明期に現れたSONY CDP-R1+DAS-R1では、この端子を2組使用してクロックを同期させてジッターの発生を抑止する機構を採用していたという事実が示す通り、この端子は単体使用ではクロックのジッターの影響を受けやすいという問題がある。この問題を解決するためにST-Linkと呼ばれるアメリカのAT&T社が開発した特殊なコネクタを使用する機器が、一部の高級機に見られる。

同軸デジタル音声端子
ケーブル・端子はアナログ音声端子と同一形状のRCA端子を用いる。コアキシャル（Coaxial : 同軸）とも呼ばれる。
高級オーディオ機器を中心に採用されており、 同軸デジタル音声端子と光デジタル音声端子両方の端子を備えた機器もあるが、個別選択は出来ず両方が同時選択される機種が多い。インピーダンスは最初期のデジタル録音機がアナログビデオデッキを転用してその映像信号記録帯域を利用した（PCMプロセッサー）という歴史的経緯から、アナログ映像端子と同じ75Ωとなっている。プラグの色はコンシューマー エレクトロニクス アソシエーション（CEA、現：Consumer Technology Association CTA）によりオレンジ色と規格化されているが、以前には青色（ブルー）を使用した例もあった。

## 対応機器

### オーディオ機器
高級機を中心に普及しており、アンプとプレイヤー間の接続に利用されている。

### 映像機器
ホームシアターとの接続を考慮したテレビに採用されている。

### 光デジタル音声端子を備えるゲーム機
任天堂機の場合、LPCMサラウンドおよびドルビーサラウンド（NINTENDO 64、ニンテンドー ゲームキューブ、Wii、Wii U）以外採用されたことがないため、一度も光デジタル端子が搭載されたことがないが、パナソニック製のニンテンドー ゲームキューブの互換機DVD/ゲームプレーヤー「Q」のみ例外。
- PlayStation 2[注 2]、PSX、PlayStation 3、PlayStation 4（初期型、PlayStation 4 Proのみ）
- Xbox（AVケーブルの先端に装備）、Xbox 360（同、Xbox 360 Sは標準装備）、Xbox One、Xbox One S、Xbox One X

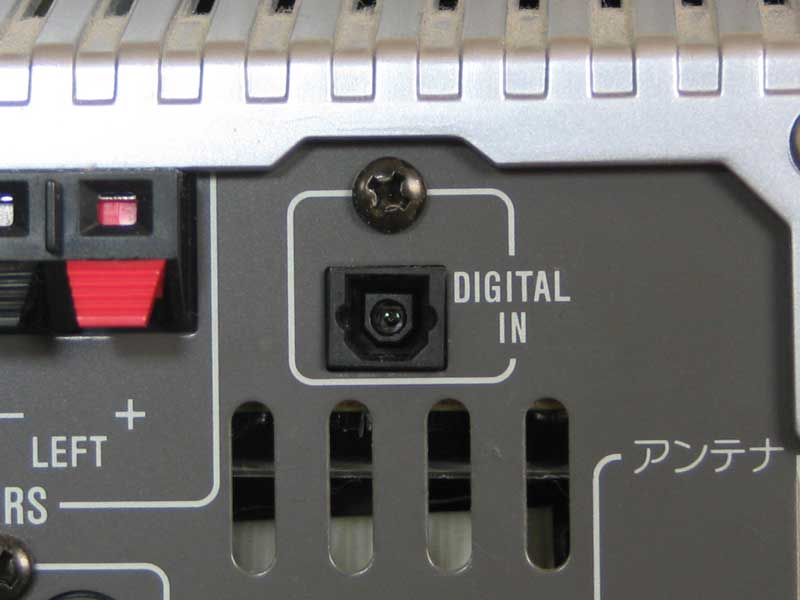
光デジタル音声端子 角型コネクタ（TOS-Link）
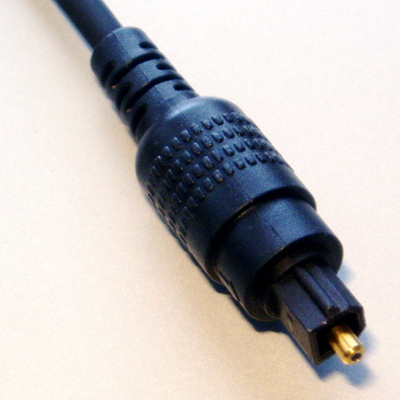
光デジタル音声端子 角型プラグ（TOS-Link）
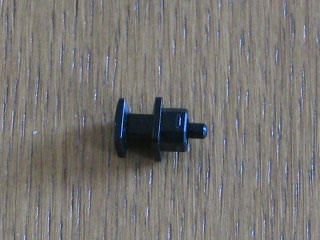
角型コネクタ用 防塵キャップ
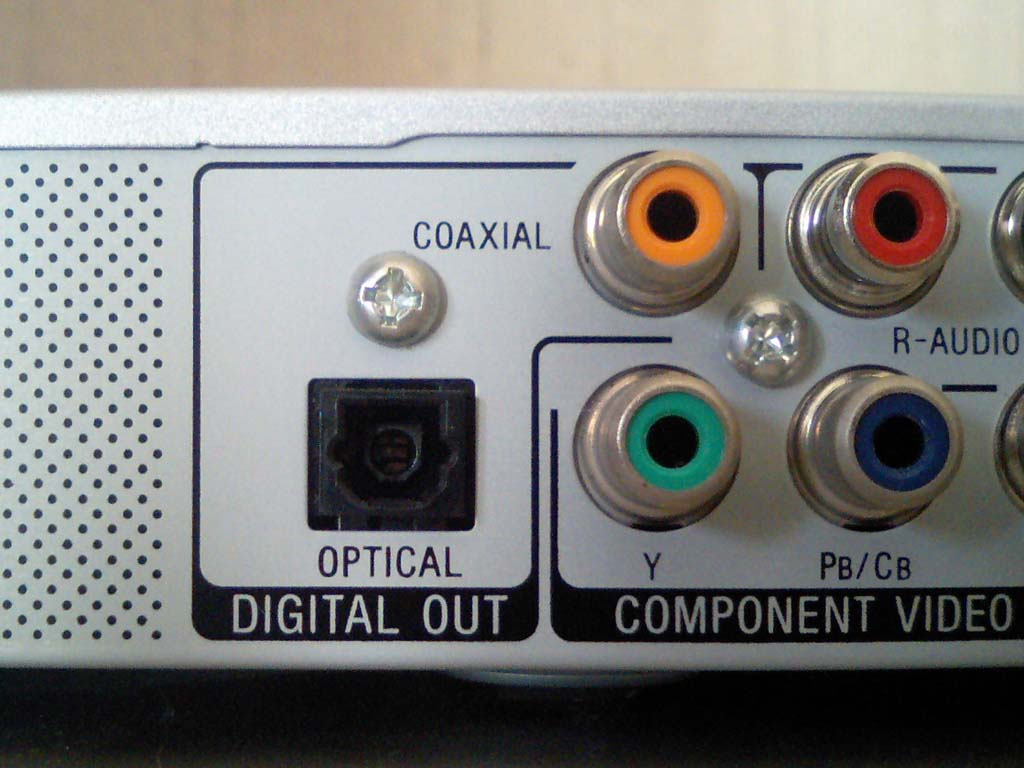
光デジタル音声端子（左）と 同軸デジタル音声端子 （橙色のRCA端子）
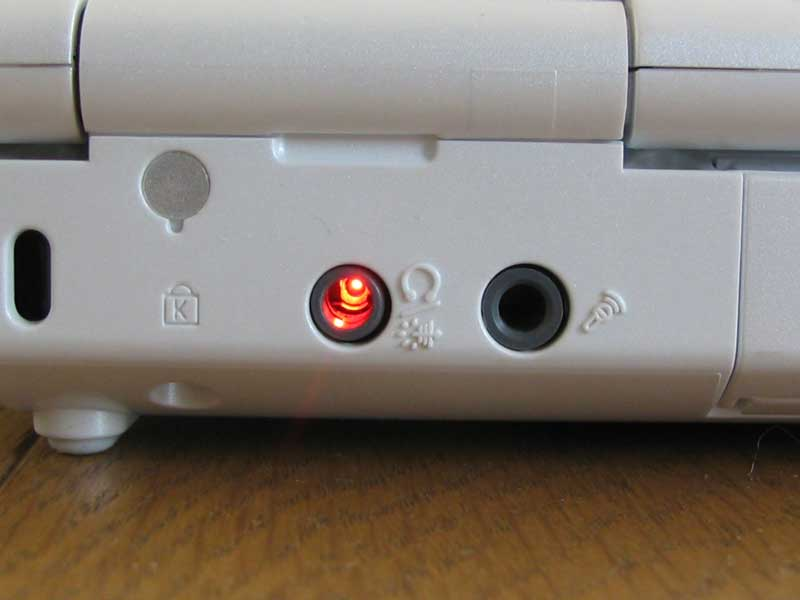
ノートパソコン上の 光デジタル音声端子 丸型コネクタ（左）
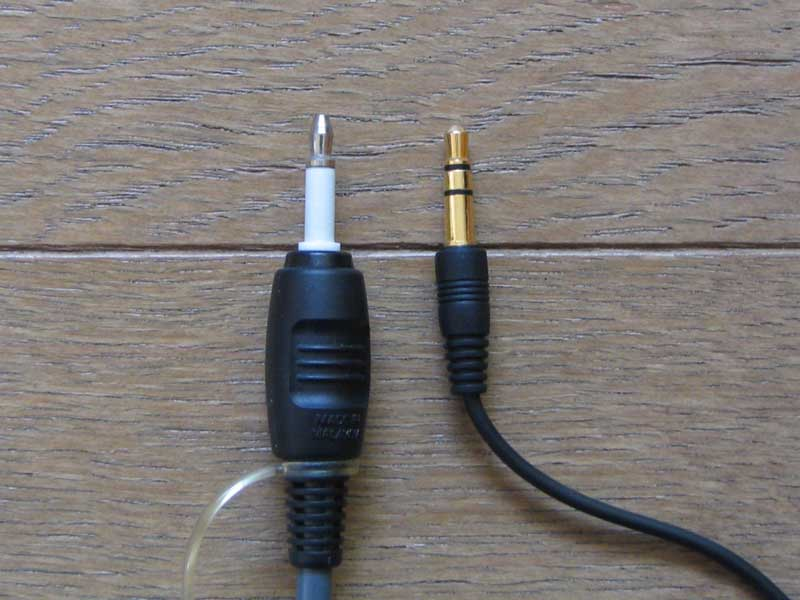
丸型プラグ（左） 右はヘッドフォンプラグ （ミニプラグ）

### パーソナルコンピューター

#### Apple
- Macの一部機種。アナログ出力端子と兼用（丸型）。